# Der Komödiant von Wien
Der Komödiant von Wien, in Deutschland unter dem Titel Wiener Herzen verliehen, ist ein filmisches Künstlerporträt aus dem Jahre 1954. Unter seiner eigenen Regie spielt Karl Paryla den legendären Bühnenmimen Alexander Girardi.

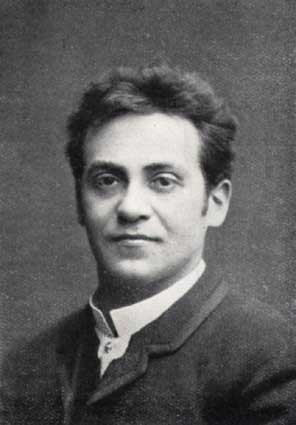
Steht im Mittelpunkt des Geschehens: Schauspieleregende Alexander Girardi

## Handlung
Vier Jahrzehnte, von 1870 bis 1910, im Leben des Alexander Girardi werden hier nachgezeichnet. Als junger Mann arbeitet Girardi als Schlossergeselle, träumt aber schon immer von der Bühne. Um diesen Traum zu verwirklichen, geht er eines Tages nach Wien. Der Anfang gestaltet sich als schwierig, und Girardi muss zunächst mit Chargenrollen an unbedeutenden Spielstätten vorlieb nehmen. Der junge Mann hat es schwer, sich gegen das in der Theaterwelt blühende Intrigenspiel durchzusetzen. Dank einer vom berühmten Komponisten Franz von Suppè ausgesprochene Empfehlung gelingt ihm der Durchbruch. Er erreicht die Protektion durch den Walzerkönig Johann Strauss Sohn, der für Girardi sogar einen Walzer komponiert. Als Volksschauspieler und -sänger am Theater an der Wien, der auch vor kritischen Töne gegenüber dem Wiener Establishment nicht zurückschreckt, erlangt Alexander Girardi große Popularität beim einfachen Volk und wird, nach heftig ausgetragenen Konkurrenzkampf mit dem Kollegen Felix Schweighofer, zum absoluten Publikumsliebling.
Dies hat zur Folge, dass sich auch die Damenwelt für ihn zu interessieren beginnt – nicht immer aufgrund edler Motive. Eine jener Frauen, die Schauspielkollegin Helene Odilon, erreicht es, dass er sie heiratet. Die ebenso elegante wie ziemlich charakterlose Helene, die derzeit am Wiener Volkstheater im perfekt zu ihr passenden Rollenfach der Salondame mit geschliffenen Manieren reüssiert, erhofft sich, durch diese Beziehung etwas von Girardis Ruhm abzubekommen. Dann aber betrügt sie ihren Gatten nach Strich und Faden. Als Alexander Girardi sich daraufhin von ihr trennt, beginnt seine Ex massiv gegen ihn zu intrigieren und versucht sogar, Girardi für unzurechnungsfähig zu erklären. Helenes Intrige misslingt, und dank der Schauspielkollegin Katharina Schratt, die den Fall vor ihrem Geliebten, Kaiser Franz Joseph I., vorträgt, wird Girardi vollständig rehabilitiert. Schließlich erreicht der Volkskomödiant den Gipfel der Anerkennung, als er endlich ein Engagement an das prestigeträchtige Burgtheater erhält. Nun ist er dort angekommen, wohin es ihn immer schon gezogen hatte.

## Produktionsnotizen
Der Komödiant von Wien entstand Mitte 1954 in den Wiener Rosenhügel-Ateliers sowie mit Außenaufnahmen in Wien und Umgebung und in den Niederlanden. Der Film wurde am 8. Oktober 1954 in Wien uraufgeführt. Die bundesdeutsche Premiere fand am 13. Mai 1955 in Wiesbaden statt, die Ostberliner bereits am 31. Dezember 1954.
Josef A. Vesely übernahm auch die Produktionsleitung. Hans Zehetner gestaltete die Filmbauten, Hill Reihs-Gromes entwarf die Kostüme. Toni Birkmeyer zeichnete für die choreographischen Szenen verantwortlich.

## Kritiken
Im Filmdienst heißt es: „Ernsthafter Versuch, das Leben des Wiener Volksschauspielers Alexander Girardi (1850–1918) nachzuzeichnen, der sich gegen plumpe Bühnenkomik wehrte. Mit bissigen Ausfällen gegen die damals herrschende Oberschicht durchsetzt, milieugetreu in farbigen Genrebildern, jedoch etwas schwerfällig inszeniert.“
In Cinema ist zu lesen: „Die Ausstattung verrät Liebe zum Detail. Leider mangelt es dem Porträt aber an Schwung.“